# Zavitek z mlečno smetano
Zavitek z mlečno smetano (nemško Milchrahmstrudel; dunajsko millirahm strudel) je klasično dunajsko pecivo, ki je prišlo v modo v času Avstro-Ogrske monarhije.
Prvo omembo zavitka z mlečno smetano in vključno z receptom najdemo v knjigi Georgici Curiosa Aucta Wolfa Helmhardta von Hohberga z začetka 18. stoletja, ki pa se sklicuje na anonimno rokopisno kuharsko knjigo, zato je Franz Stelzer (1842–1913), gostilničar v Breitenfurtu pri Dunaju, ki ga pogosto imenujejo »izumitelj« zavitka z mlečno smetano, moral uporabiti starejši recept.
Za nadev zavitka uporabimo drobno narezane žemljice, ki jih navlažimo z mlekom, rumenjaki , sladkorjem v prahu, maslom, vanilijo, naribano limonino lupino, kislo smetano, pasirano skuto in rozinami. Vmešamo stepen sneg, ki smo ga do trdote stepli s sladkorjem v prahu. Preliv je sestavljen iz mleka, sladkorja in jajc. Potrebujemo tudi malo masla, da premažemo pekač in ohranimo gladko testo.
»V nasprotju s skutnim zavitkom 1/3 preliva dodamo takoj, preostanek dodajamo postopoma med peko, kar pomeni, da se zavitek z mlečno smetano dejansko bolj kuha kot peče.«
Sladico se postreže toplo z vanilijevo omako, tako imenovanim 'Kanarimilch', ki se prelije po njej v litoželezni, danes pa pogosto lončeni ali stekleni posodi.